# Profesor (stanowisko)
Profesor (do 2018 profesor zwyczajny; skrót: prof. zw., łac. professor ordinarius) – stanowisko w szkole wyższej przewidziane dla nauczyciela akademickiego posiadającego tytuł profesora.
Do 2018 było to stanowisko przewidziane dla pracownika naukowo-dydaktycznego lub pracownika naukowego, który posiada tytuł naukowy profesora (art. 114 ust. 1 ustawy z dnia 27 lipca 2005 – Prawo o szkolnictwie wyższym (Dz.U. z 2017 r. poz. 2183, z późn. zm.)). Stanowisko profesora zwyczajnego było ukoronowaniem kariery naukowej pracowników uczelni, wiązało się bowiem z największym prestiżem – jest przyznawane szczególnie zasłużonym dla uczelni i wyróżniającym się naukowcom z tytułem naukowym profesora. 1 października 2018 wprowadzono stanowisko profesora i profesora uczelni.

## W PRL
Do 1990 profesor zwyczajny i profesor nadzwyczajny były dwoma odrębnymi tytułami naukowymi, które nadawała Rada Państwa; profesor zwyczajny był wyższy rangą niż profesor nadzwyczajny.

## Stanowisko profesora zwyczajnego a tytuł profesora
Tytuł profesora nadaje Prezydent RP postanowieniem w sprawie nadania tytułu profesora. Stanowisko profesora zwyczajnego przyznawane natomiast było jako etat przez upoważnione organy uczelni wyłącznie osobom mającym tytuł profesora. Stanowisko profesora nadzwyczajnego mogło być natomiast powierzone pracownikom naukowym lub naukowo-dydaktycznym, którzy mieli tytuł naukowy albo stopień doktora habilitowanego, a w wyjątkowych wypadkach osobom mającym stopień naukowy doktora.
Stanowisko profesora zwyczajnego miało wyższą rangę niż stanowisko profesora nadzwyczajnego.